# Піщане (Мелітополь)
Піщане — історичний район міста Мелітополя, який лежить на правому березі Піщанського струмка. Отримав свою назву від села Піщаного, яке розташовувалося на цьому місці в кінці XIX — початку XX століття, а в 1939 році було включено до складу Мелітополя.

## Географія
Піщане розташоване на південній околиці Мелітополя і з боку міста обмежено Піщанським струмком, правою притокою Молочної річки. На південь від Піщаного знаходяться поля Новенского сільської ради та селище Садове. На схід від Піщаного протікає Молочна ріка, за якою знаходиться село Костянтинівка.
Південно-східна частина Піщаного розташована в долині Молочної річки, північно-західна — на високому правому березі. Схил долини проходить в районі провулка Тельмана, розділяючи район на нижню і верхню частини.
Через північно-західну околицю Піщаного по проспекту Богдана Хмельницького проходить автомагістраль М-18 Харків-Сімферополь. Крім того, автомагістраль М-14 Одеса-Мелітополь-Новоазовськ йде через центр Піщаного, по вулицях Белякова, Тельмана, Калініна та Олександра Невського. Вантажні автомобілі, яким в'їзд у центр міста заборонений, дійсно змушені рухатися по цьому маршруту, але легкові зазвичай їдуть через центр міста через традиційно поганої якості доріг на Піщаному.

## Історія

### Виникнення
Перша відома згадка про Піщане відноситься до 1862 року. Саме тоді в підготовленому проєкті перетворення міського громадського управління в Мелітополі зазначалося, що "Місцевість, звана м. Мелітополь, не складає окремого поселення, до неї примикають не тільки сільські поселення — слобода Кізіяр і Піщана Балка, але й саме населення міста почасти змішане з сільським населенням ".
Однак, в списках населених місць Таврійської губернії за 1864 рік ні Піщана Балка, ні Піщане не згадується. Мабуть, виникнення Піщаного і його юридичне оформлення як окремого населеного пункту не збігаються у часі: тільки після затвердження міської межі Мелітополя, з частин, що залишилися за її межами, були утворені два самостійних населених пункти — Піщане на південь від міста і Кізіяр на північ.
Краєзнавець Микола Крилов відносить виникнення Піщаного до 1840-их років, коли почався процес виселення державних селян з Мелітополя. Цю думку підтверджує і рапорт Новоросійського та Бессарабського генерал-губернатора Міністра внутрішніх справ від 19 грудня 1853 року, в якому, зокрема, говориться: «Державні селяни … оголосили, що більша частина з них влаштувалися будинками і садибами в південній стороні міста, по дорозі, що йде до землі колоніста Луковича … і селяни завжди мали на ній гарне хліборобство і баштану».

### Російська імперія
1 вересня 1868 року на сході селян Мелітопольського сільського суспільства було вирішено клопотати про виділення Кизиярського та Піщанського ділянок в самостійні сільські товариства. Клопотання було підтримано Таврійською губернською по селянських справах Присутністю, Міністерством фінансів і Міністерством внутрішніх справ. Однак тільки 17 жовтня 1877 року Головний комітет про пристрій сільського стану вирішив «дозволити поділ Мелітопольського сільського суспільства на два окремі суспільства»: Кизиярського і Піщанського в межах Терпіннівської волості. Площа Піщанського сільського суспільства склала 7321.5 гектар.
В кінці XIX століття Піщане швидко зростало, що можна бачити з наступної таблиці:
| Рік  | Населення | Кількість | Джерело |
| ---- | --------- | --------- | ------- |
| 1886 | 1907      | 233       | [ 7 ]   |
| 1889 | 2184      | 332       | [ 8 ]   |
| 1882 | 2326      | 333       | [ 9 ]   |
| 1900 | 3739      | 436       | [ 10 ]  |

У 1874 році в селах Кізіяр і Піщане були відкриті однокласні початкові народні училища.
До 1886 році у Піщаному вже діяла школа, в 1887 році з'явилася бібліотека. У 1891 році в суспільному народній школі в Піщанському навчалося 85 хлопчиків і 35 дівчаток. У 1910 році при Піщанській школі було створено садівничу ділянку.
У 1894 році у Піщаному було відкрито друге земське народне училище.
У 1899 році у Піщанського сільського суспільства було куплено ділянку землі біля в'язниці для побудови мелітопольської земської лікарні.
У 1904 році в Мелітопольській міській думі розглядалося питання про приєднання сіл Піщаного і Кізіяра до міста. Дума, на увазі не розробленості питання, залишила його відкритим.
У 1909 році при Піщанському 2-му училищі, «у вигляді післяобідньої зміни», було відкрито Третє Піщанське училище.

### Радянський Союз
У 1927—1933 роках в селах Піщане і Кізіяр були утворені колгоспи «14 років Жовтня», «Комунар», «Зоря», «Промінь культури», ім. Сталіна, які стали підкорятися міській раді.
У 1939 році село Піщане було включено до складу міста Мелітополя.
До цього моменту Піщане вже практично набуло свої сучасні кордони, і включало нинішні вулиці Калініна, Белякова, Білоусова, Бадигіна, Олександра Невського, Тельмана, Піщанську. Двори, розташовані на цих вулицях, мали великі городи (так що, наприклад, городи вул. Бєлякова змикалися з городами вул. Калініна). На місці цих городів пізніше були створені інші вулиці району.
У 1941 році, незабаром після окупації Піщаного фашистами, відновили роботу дві закриті радянською владою церкви, церкву святого Андрія Критського і цвинтарна Іоанно-Предтеченську церкву. Після війни обидві церкви були закриті (Іоанно-Предтеченська — тільки на початку 1960-х).
На початку 1970-х років хиткий дерев'яний міст через Піщанський струмок був замінений новим залізобетонним, а спуск з гори по вул. Белякова був згладжений і покритий бетонними плитами. Після цього стало можливим пустити по вулицях Белякова, Тельмана та Воровського два кільцевих автобусних маршрути, № 4 і 5.
До середини 1970-х років школа № 8 займала 3 одноповерхових корпуси. Один з них знаходився на місці садка «Горобина», два інших знаходяться поруч з новим будинком школи, вгору і вниз по вул. Калініна, і продовжують використовуватися в навчальних цілях. Новий корпус 8-ї школи був відкритий до початку 1976/1977 навчального року.

### Незалежна Україна
На початку 1990-х років на полях Новенскої сільради між Піщаним і Молочної річкою виникло кілька дачних товариств («Ромашка» Моторного заводу, «Зелений луг» заводу Автоцветліт). Незабаром в них були проведені електрика і вода, на багатьох дільницях були побудовані будинки і розбиті сади.
Бузковий гай на горі між вулицями Белякова, Ушакова і провулком Тельмана на початку 1990-х років була викорчували, і на її місці було розпочато будівництво трьох панельних п'ятиповерхівок. Одночасно на вул. Ушакова стали будувати котельню для їх опалення. Незабаром будівництва були зупинені, цегляна котельня була розібрана ще в 90-і роки, а каркаси трьох п'ятиповерхівок досі височіють над центром Піщаного. У 2014 році будівництво п'ятиповерхівок було продовжено.
У 2004—2006 роках Піщане було газифіковано.

## Освіта

### Школа №8
Була заснована 1898 як церковноприходська школа при церкві Андрія Критського. Після Жовтневої революції працювала як початкова, з 1935 року — як 7-річна, з 1961 року — як 8-річна. Школа розташовувалася в трьох одноповерхових корпусах, один з яких знаходився на місці садка «Горобина», а два інших поряд з нинішнім головним корпусом школи. Школа працювала у 2 зміни, крім того, існувала третя зміна для робочої молоді. У 1976 році було відкрито новий 3-поверховий корпус, а школа стала 10-річною.

### Дитячий садок №49 «Горобина»
Розташований за адресою вул. Белякова, 105-а. Завідувачка Катані Наталія Анатоліївна У 2012 році в дитячому садку проведено ремонт.

## Транспорт
Автобусна зупинка «Белякова» розташована поблизу перехрестя вулиць Белякова та Піщаної. Вона є кінцевою для автобусних маршрутів № 1 Белякова — Ж/д Вокзал, № 3 Белякова — Новий Мелітополь, № 5 Белякова — Центральний Ринок, № 24 Белякова — Північний Переїзд.

## Підприємства
Піщане є спальним районом, і підприємств в ньому небагато. З 1956—1958 років на вул. Тельмана діють дві артезіанських свердловини міськводоканалу. На просп. Богдана Хмельницького стоять дві Мелітопольські телевежі.